# Carex extensa
Carex extensa je druh jednoděložné rostliny z čeledi šáchorovité (Cyperaceae), rodu ostřice (Carex).

## Popis
Jedná se o rostlinu dosahující výšky nejčastěji 10–40, zřídka až 75 cm. Je vytrvalá, hustě trsnatá. Listy jsou střídavé, přisedlé, s listovými pochvami. Lodyha je tupě trojhranná, hladká. Bazální pochvy jsou hnědé až rezaté. Čepele jsou 1–3,5 mm žlábkovité a podvinuté, sivozelené. Carex extensa patří mezi různoklasé ostřice, nahoře je klásek samčí, dolní klásky jsou pak samičí. Listeny jsou pochvaté, často rovnovážně odstálé až nazpět ohnuté, zvláště dolní je delší než celé květenství. Samčí klásek je většinou 1, je krátce stopkatý až přisedlý, samičích klásků je nejčastěji 2–4, jsou podlouhle vejčité, cca 1–2 cm dlouhé, zvláště spodní bývá trochu oddálený a krátce stopkatý. Okvětí chybí. V samčích květech jsou zpravidla 3 tyčinky. Blizny jsou většinou 3. Plodem je mošnička, která je nejčastěji 2,7–3,9 mm dlouhá, šedavě zelenavá s rezavě hnědými skvrnami, žilnatá, dvou až trojhranná, na vrcholu zúžená v krátký zobánek. Každá mošnička je podepřená plevou, která je nažloutle až načervenale hnědá, se zeleným středním žebrem, na vrcholu špičatá, mnohem kratší než mošnička. Počet chromozómů je 2n=60.

## Rozšíření ve světě
Carex extensa roste hlavně při mořském pobřeží, ve vnitrozemí jen výjimečně, jedná se o halofyt. Najdeme ji na pobřeží Baltského moře v jižní Skandinávii, v Polsku, Německu, na pobřeží Atlantského oceánu včetně Velké Británie a Irska, pobřeží Středozemního moře včetně části severní Afriky, vzácně i u Kaspického moře. Její adventivní výskyt byl zaznamenán na východě USA a snad i v Jižní Americe. V jižní Africe roste příbuzná Carex ecklonii, kterou někteří autoři s druhem Carex extensa ztotožňují.